# Ennada flavaria
Ennada flavaria är en fjärilsart som beskrevs av Blanchard 1852. Ennada flavaria ingår i släktet Ennada och familjen mätare. Inga underarter finns listade i Catalogue of Life.